# موراکایوو
موراکایوو (به لاتین: Murakayevo) یک منطقهٔ مسکونی در روسیه است که در باشقیرستان واقع شده‌است.